# Budy Kumińskie
Budy Kumińskie es un pueblo de Polonia, en Mazovia.  Se encuentra en el distrito (Gmina) de Jakubów, perteneciente al condado (Powiat) de Mińsk. Se encuentra aproximadamente a 13 km al noreste de Mińsk Mazowiecki, y a 51 km  al este de Varsovia. 
Entre 1975 y 1998 perteneció al voivodato de Siedlce.